# ذنيان ياباني
قدم الأسد الياباني أو ذُنْيَان ياباني (الاسم العلمي: Leontopodium japonicum)، نوع من النباتات المُزهرة من فصيلة النجمية. موطنه الأصلي اليابان والصين.